# Madagascarophis ocellatus
Madagascarophis ocellatus är en ormart som beskrevs av Domergue 1987. Madagascarophis ocellatus ingår i släktet Madagascarophis och familjen snokar. IUCN kategoriserar arten globalt som livskraftig.
Artens utbredningsområde är Madagaskar. Den är känd från torra områden i öns södra del men den kan förekomma på hela ön. Djuret lever i låglandet. Habitatet utgörs av skogar med taggiga växter samt av buskskogar. Ibland besöks människans samhällen.
Inga underarter finns listade i Catalogue of Life.